# Clara de Resende
Clara de Resende (Paris, 24 de novembro de 1855 - Porto, 19 de dezembro de 1933) foi uma pintora portuguesa. Era filha do pintor, escultor e professor de Belas Artes Francisco José Resende.

## Biografia

### Nascimento e Família
Registada sob o nome Claire Wilson de Rezende e nascida em Paris, França, a 24 de novembro de 1855, Clara de Resende, como era conhecida, era filha do pintor romântico, escultor e professor de Belas Artes Francisco José Resende (1825-1893), natural do Porto, e de Caroline Wilson, de nacionalidade inglesa, sendo neta pelo lado paterno de Alexandre José Resende de Vasconcelos, capitão do exército português, e de Maria do Carmo de Meireles Brandão, ambos provenientes de famílias portuenses da alta burguesia. Apesar do sucesso profissional que o seu pai tinha a nível nacional, tendo como mecenas altas e influentes figuras da sociedade portuguesa, como D. Fernando II, após a sua segunda estadia em França provar-se muito conturbada, não conseguindo expor as suas obras ou ver o seu trabalho reconhecido na cidade da luz, Francisco José Resende separou-se de Caroline Wilson, poucos dias após Clara de Resende nascer, ficando a criança sob a total tutela do seu pai. Poucos meses depois, fixou-se com o seu pai na cidade do Porto, onde viveu até ao fim de sua vida.

### Primeiros Anos de Vida
Inserida nos círculos da elite cultural e intelectual portuense, com poucos anos de idade, Clara de Resende já era reconhecida pela imprensa local da época, sendo relatado em diversos periódicos que onde quer que o seu pai estivesse, fosse a exibir ou a visitar galerias, museus e exposições artísticas, frequentar concertos, peças de teatro, salões literários ou simplesmente em tarefas banais do seu quotidiano, como comprar material para as suas pinturas, esta o acompanhava para todo o lado, sendo os dois inseparáveis.
Demonstrando muito cedo o seu interesse pelas artes, nomeadamente para o desenho e a pintura, com doze anos de idade tornou-se discípula do seu pai, começando a estudar e trabalhar várias técnicas artísticas como o chiaroscuro (claro-escuro) e o sfumato ou ainda com diversos materiais como o pastel e a tinta a óleo, para além de ter aprendido também a posar e a analisar em primeira mão o método de pintura do seu pai, ao servir de inspiração para Francisco José Resende num retrato seu, sendo este exposto na Exposição Universal de Paris de 1867.

### Exposições e Carreira Artística
Decidida a seguir as pegadas do seu pai, os seus primeiros trabalhos foram expostos em 1869, quando tinha apenas catorze anos, sendo apresentados quatro desenhos da sua autoria na Exposição Trienal da Academia de Belas-Artes do Porto, onde o seu pai era professor. Os seus desenhos, todos retratos, realizados a esfuminho, representavam figuras históricas e clássicas como Alexandre de Macedónia ou ainda figuras contemporâneas como o arquitecto e professor portuense Manuel José Carneiro.
Posteriormente, Clara de Resende expôs na mesma academia, quando frequentou as edições das exposições trienais de arte da escola de Belas Artes nos anos de 1874 e de 1878, tendo apresentado várias pinturas a óleo e desenhos a carvão de naturezas-mortas, paisagens e flores, adoptando como estilo próprio o Naturalismo e o Realismo. Em 1877, integrou também uma exposição de pintura para revelar os jovens talentos do Porto, realizada no Palácio de Cristal.

### Doença Degenerativa e Últimas Obras
Apesar de dotada, Clara de Resende teve uma vida artística bastante curta devido a problemas de saúde, quando aos 30 anos de idade começou a sofrer de uma doença degenerativa que lhe deformou as mãos. Mesmo condicionada fisicamente, e com idas esporádicas a Paris e aos Pirenéus para ser tratada, nos anos que se seguiram a artista contribuiu com algumas obras para o Bazar dos Bombeiros Voluntários em 1880 e o Bazar de Belas Artes realizado no Palácio de Cristal em 1882. Em 1885 e 1888, participou respectivamente no Bazar da Associação Liberal Portuense e na Exposição do Palácio de Cristal, destinada às artes decorativas.
Até à data de morte do seu pai em 1893, Clara esteve sempre aos cuidados de Francisco José Resende, acabando mais tarde os seus dias nos "hospitais menores" da Misericórdia do Porto.

### Falecimento
Clara de Resende faleceu a 19 de dezembro de 1933, sendo sepultada no cemitério de Agramonte, Porto, ao lado de seu pai. Nunca casou ou gerou descendência.

## Homenagens e Legado
As suas obras encontram-se actualmente em colecções privadas e leilões de antiguidades e obras de arte.
A pintora foi homenageada em 1949, quando foi criada uma escola com o objectivo de ministrar o ensino técnico à população feminina, na cidade do Porto. Em 1978 o estabelecimento passou a chamar-se Escola Secundária Clara de Resende.